# Alejandro Ramírez Monroy
Alejandro Ramírez Monroy (Ciudad de México; 21 de septiembre de 1953-4 de junio de 2025) fue un futbolista mexicano que jugaba como centrocampista.

## Selección nacional
Jugó dos veces con la selección de México, haciendo su debut el 18 de octubre de 1980, en el empate a un gol contra Canadá en la clasificación para la Copa Mundial de 1982.

## Palmarés

### Títulos nacionales
| Título           | Equipo  | País   | Año     |
| ---------------- | ------- | ------ | ------- |
| Segunda División | Atlante | México | 1976-77 |

### Títulos internacionales
| Título                           | Equipo  | País   | Año  |
| -------------------------------- | ------- | ------ | ---- |
| Copa de Campeones de la Concacaf | Atlante | México | 1983 |